# Kościół Świętych Piotra i Pawła w Mielniku

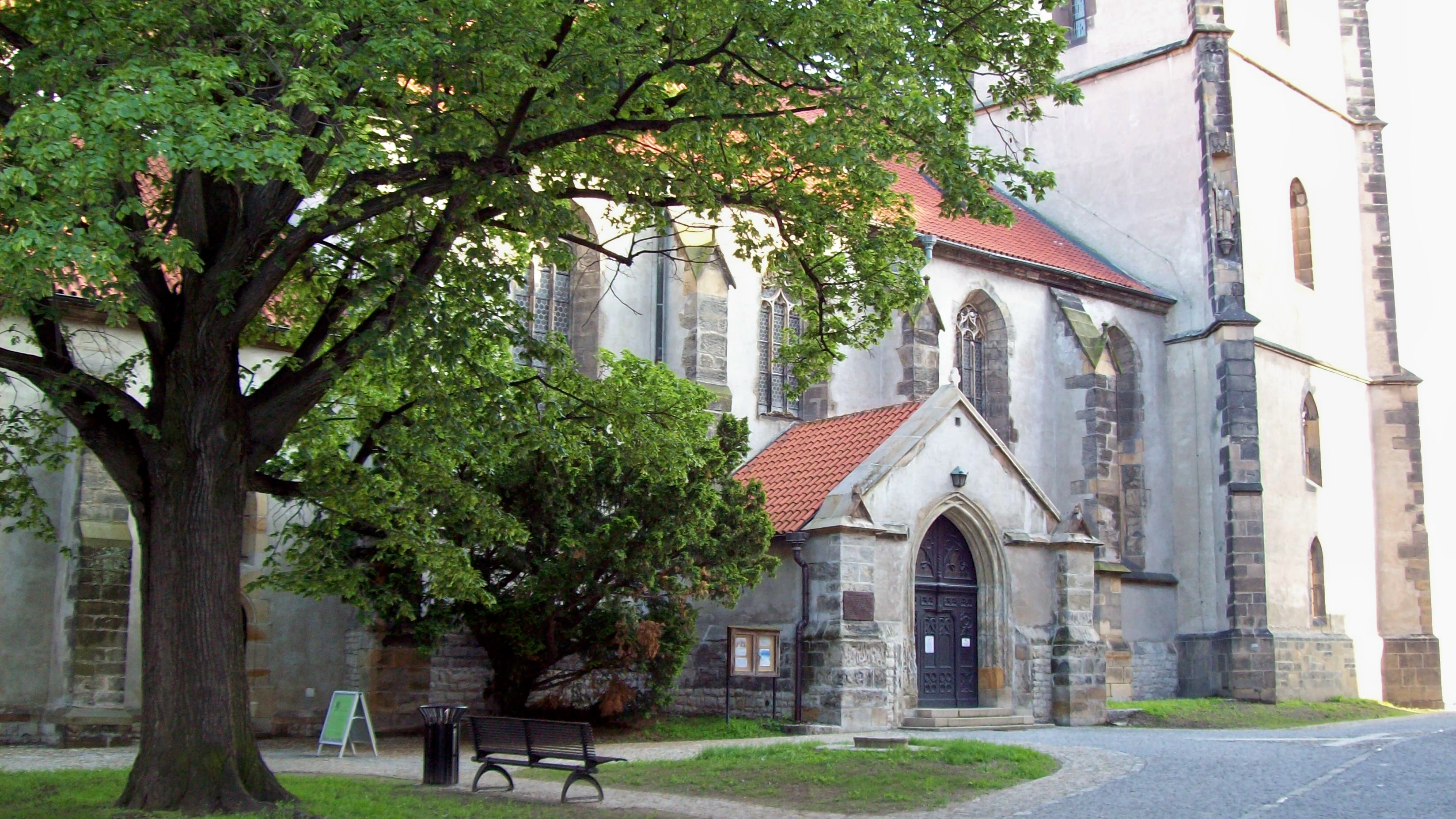
Wejście do kościoła

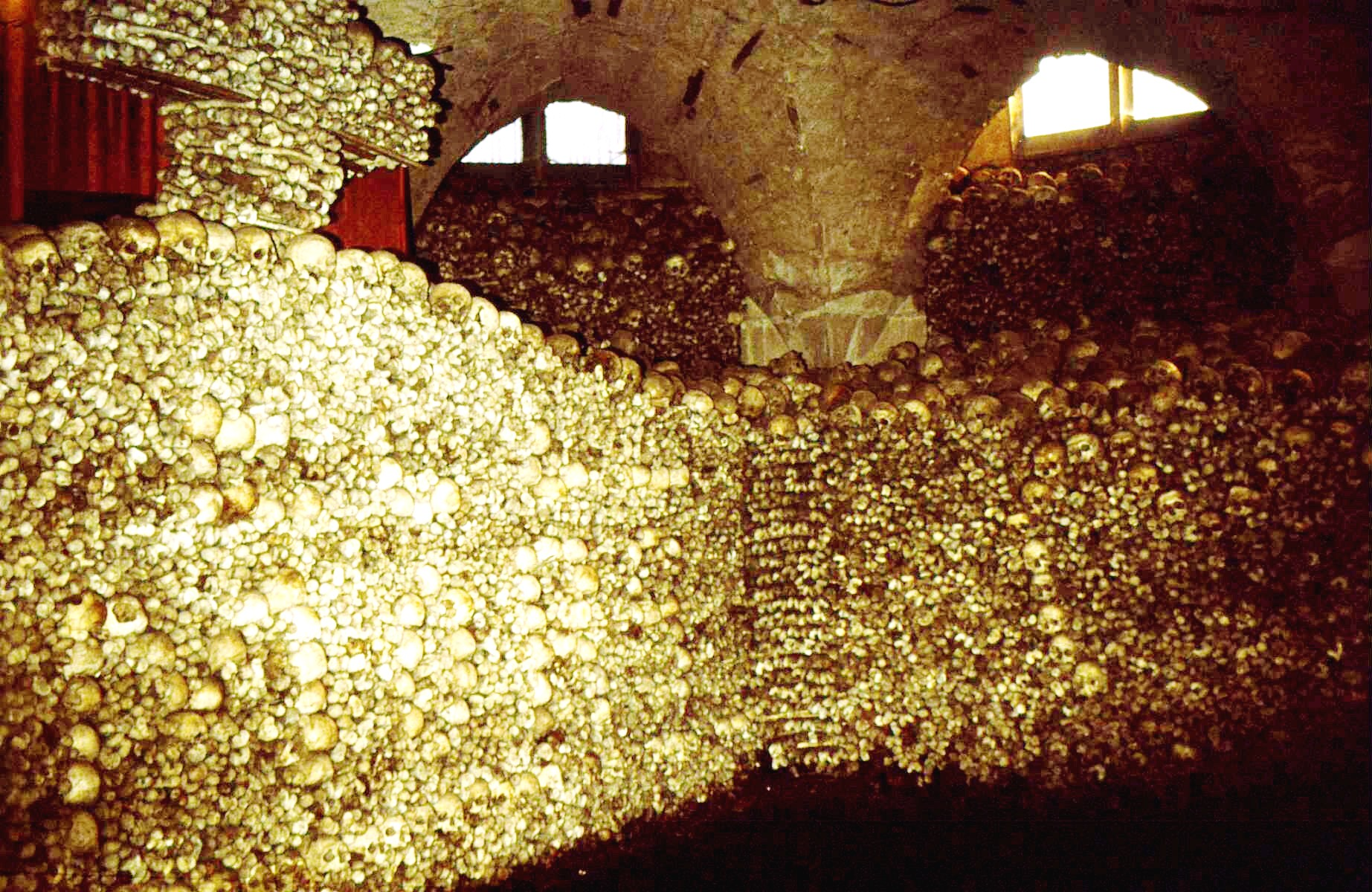
Kostnica w kościele Św. Piotra i Pawła

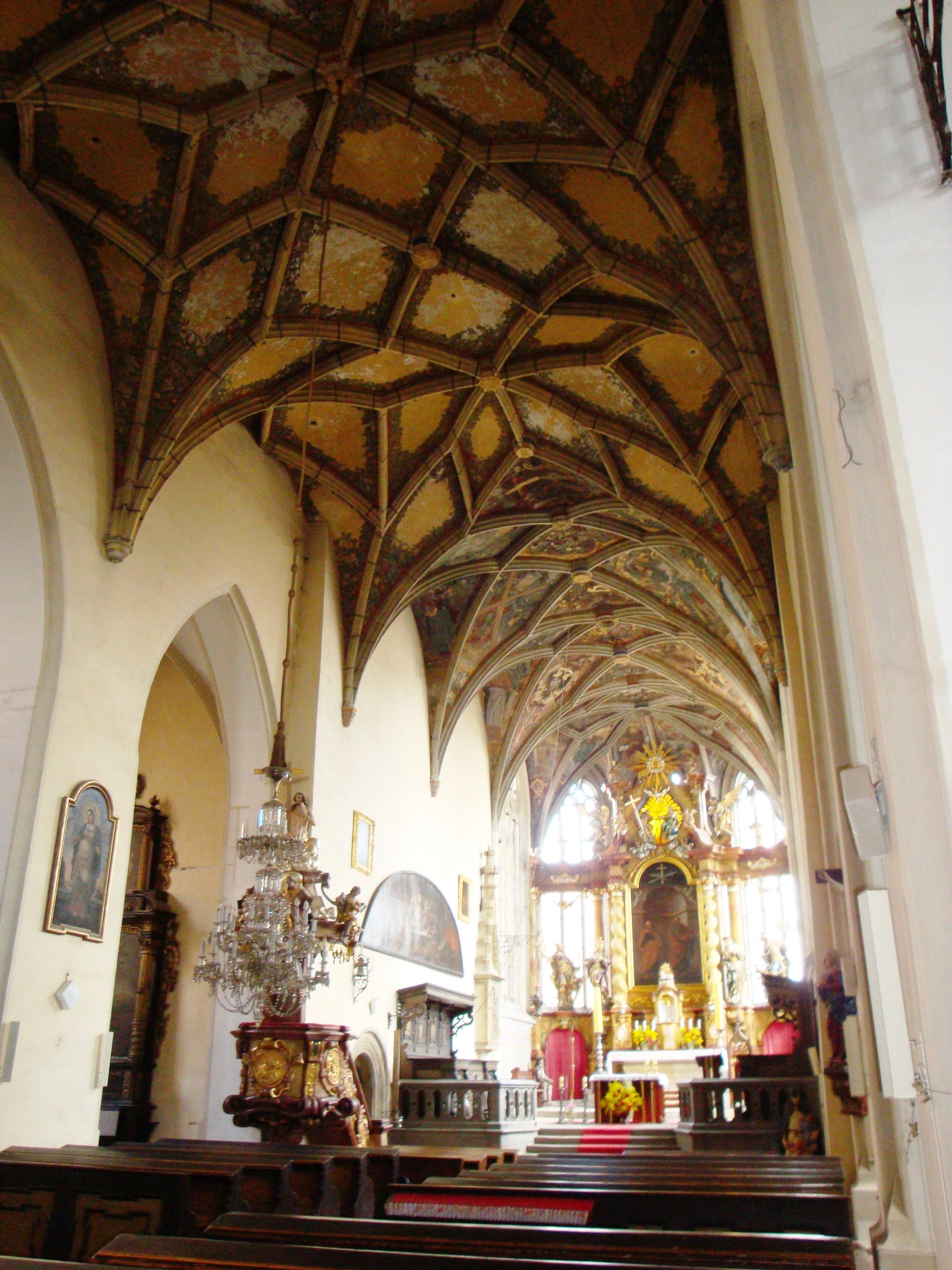
Wnętrze kościoła Św. Piotra i Pawła

Kościół św. Piotra i Pawła (czes. Kostel svatého Petra a Pavla) w Mielniku jest jednym z najstarszych kościołów w Czechach. Kościół pierwotnie był romański, jednak w XIV w. świątynię przebudowano w stylu gotyckim. Jego wnętrze jest głównie barokowe. Posiada 60 m wieżę widokową.
Pod posadzką prezbiterium znajduje się krypta, w której w 1520 r. w wyniku epidemii powstało ossuarium. Co najmniej połowa powierzchni podłogi krypty jest zajęta przez czaszki i kości. Największy kopiec znajduje się bezpośrednio przed wejściem, ma pięć metrów szerokości i dwa metry wysokości, szacuje się zawierać kości do 10 tys. osób. Kości w stosach ułożone są w taki sposób, że tworzą kształty – krzyż, kotwicę i serce – symbolizujące trzy chrześcijańskie cnoty – wiarę, nadzieję i miłość.